# Sandvig Strandhotel
Sandvig Strandhotel er et strandhotel beliggende i Allinge-Sandvig på Bornholm. Det er grundlagt i 1895 og er et af Nordbornholms ældste hoteller.
Hotellet var dengang et af øens mest fornemme, hvor den store dansesal med spejlsøjler dannede rammen om ungdommens sommerfester.